# Ladislav II. Popel z Lobkovic
Ladislav II. Popel z Lobkowicz (1501 – 18. prosince 1584 Praha-Malá Strana) byl český šlechtic z chlumecké větve rodu Popelů z Lobkowicz. Byl vzdělaný, ovládal mnoho cizích jazyků. Zastával post dvorského maršálka, prezidenta apelačního soudu a nejvyššího hofmistra.

## Původ a život
Narodil se jako druhý syn a druhý ze sedmi potomků Ladislava I. Popela z Lobkowicz († 1505) a jeho manželky Anny Krajířové z Krajku († 1520).
Po nástupu Habsburků spojil svůj život se službou tomuto panovnickému rodu. Nejprve byl válečným komisařem Karla V. a Ferdinanda I. ve vojenském tažení proti Turkům v roce 1532. V roce 1534 se s nevelkým úspěchem zapojil do králova úsilí o zlomení odporu měst proti nové dani z prodeje, v roce 1536 se stal královským radou a komořím a roku 1542 dvorním maršálkem Českého království. Spolu s Ferdinandem I. se účastnil tažení proti Janu Fridrichovi Saskému a vojskům šmalkaldského spolku. Účastnil se soudu nad královskými městy v létě roku 1547 a Ferdinand jej také pověřil jako královského komisaře provedením konfiskace statků Kašpara Pluha z Rabštejna.
Od roku 1548 zastával funkci prezidenta nově zřízené rady nad apelacemi, od roku 1549 byl také přísedícím komorního soudu. Svůj post prezidenta apelačního soudu opustil, aby se mohl stát nejvyšším zemským hofmistrem v Čechách, současně byl jmenován královským místodržícím. Také byl pověřován i jinými úkoly, například v roce 1573 stál v čele poselstva českého zemského sněmu do Varšavy, jehož úkolem bylo doporučit pro volbu za polského krále syna Maxmiliána II. arcivévodu Arnošta.
Zemřel 18. prosince 1584 ve věku 83 let. Pochován byl v kostele sv. Tomáše v Praze na Malé Straně.

## Majetek
Ladislav II. Popel z Lobkowicz také stál na počátku hospodářského a politického vzestupu chlumecké větve lobkowiczkého rodu. Rozšířil panství Chlumec, od Ferdinanda I. získal zástavní říšská panství Störnstein a  Neustadt an der Waldnaab v Horní Falci. Na svých statcích podporoval rozvoj řemesel. Vlastnil tak Chlumec, Sedlčany, Jistebnice, Zbiroh, Krásnou horu, Rybníky, Borotín, Kamýk, Křivoklát, Králův Dvůr, Neustadt an der Waldnaab a Störnstein (tj. pozdější lobkovické okněžněné hrabství v Bavorsku).

## Rodina
Ladislav II. se oženil třikrát, všichni potomci pocházeli z posledního manželství. Poprvé vstoupil ve svazek manželský s vdovou Benignou ze Starhembergu (1499–1557), dcerou Bartoloměje ze Starhembergu (1460–1531) a Magdaleny z Losensteinu († 1532). Jejím prvním manželem byl Jan ze Švamberka na Boru († 1533). Podruhé se oženil s Veronikou z Harrachu, dcerou Leonarda z Harrachu († 1570) a Marie Alžběty ze Schrattenbachu († 1573). Naposled se oženil 29. června 1563 s Johanou Berkovnou z Dubé (asi 1545 – 19. 11. 1601). Narodilo se jim osm dětí (tři synové a pět dcer):
- 1. Ladislav IV. (mladší, Lacek; 15. 10. 1566 – 20. 3. 1621 Brno), moravský zemský hejtman
  - 1. ∞ (28. 9. 1597) Anna Alžběta ze Salm-Neuburgu (30. 6. 1565 – 1615)
  - 2. ∞ (31. 1. 1616) Anna Marie Alžběta ze Salm-Neuburg (24. 10. 1598 – 15. 10. 1647)
- 2. Zdeněk Vojtěch (15. 8. 1568 – 16. 6. 1628 Vídeň nebo Praha, pohřben v klášteře kapucínů v Roudnici nad Labem), nejvyšší kancléř
  - ∞ (23. 11. 1603 Praha) Polyxena z Pernštejna (1566 – 24. 5. 1642)
- 3. Václav (kolem 1570 – 26. 9. 1596 Keresztés)
- 4. Kateřina (kolem 1570 – 14. 2. 1615)
  - 1. ∞ Jindřich Kurcpach z Trachenburka
  - 2. ∞ (29. 1. 1606) Jan Bedřich z Oppersdorfu († 18.5.1632 Žampach)
- 5. Benigna (13. 11. 1569 – 3. 10. 1625)
  - 1. ∞ (4. 3. 1590) Seyfried (Siegfried) I. z Promnitz (1534 – 25. 2. 1597)
  - 2. ∞ (5. 2. 1606) Jan Kavka z Říčan († 1643)
- 6. Marie Zbyňka (27. 10. 1571 – 30. 1. 1591, pohřben v kostele sv. Tomáše na Malé Straně v Praze)
  - ∞ (5. 9. 1590) Václav Bezdružický Ludvíkovský z Kolowrat († 1. 1. 1604)
- 7. Anna
  - ∞ (19. 10. 1598) Jiří Maxmilián z Oppersdorfu († 15. 2. 1607)

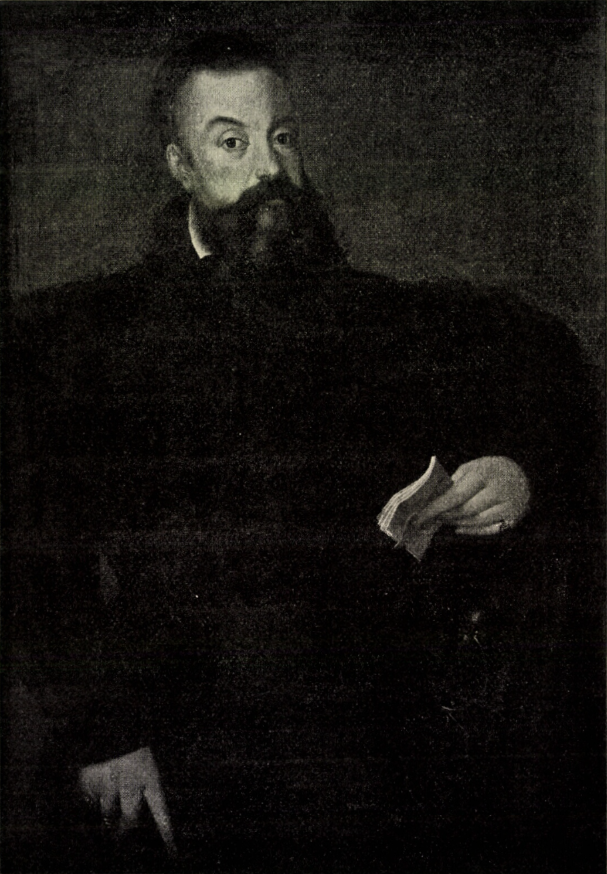
Portrét Federica II. Gonzagy (1500-1540), vévody z Mantovy, mylně považovaný za podobiznu Ladislava II. Popela z Lobkovic (1501-1584).

- 8. Johana (1574 – 8. 10. 1639)